# Pavao Bizanti
Pavao Bizanti (Kotor, 1529. – Udine, 4. ožujka 1587.), hrvatski teološki i crkvenopravni pisac iz Crne Gore.
Iz obitelji Bizanti, plemićke obitelji Hrvata iz Kotora.
Doktorat obaju prava obranio je u Padovi. Nakon povratka u Kotor obavljao je poslove gradskog suca i člana svih gradskih vijeća. Papa mu daje i upravu Kotorske i Budvanske biskupije. 
Njegovu ustoličenju za kotorskog biskupa pomoglo je pohvalno izvješće dubrovačkog nadbiskupa Krizostoma Calvinija, koji je nakon što je postao nadbiskup, iste godine otputovao u Kotor po papinu nalogu ispitati slučaj Pavla, biskupskog kandidata, jer su ga protivnici bili optužili za nećudoredan život. Calvinijevo izvješće riješilo je te dvojbe.
Odrekao se službe kotorskog biskupa te otišao u Udine. Sprječavao je širenje protestantizma. U crkvenim poslovima bio je ortodoksan i strog; kažnjavao je svećenstvo i naređivao da se pale "heretičke" knjige. 
Bio je djelatan u provođenju mjera Tridentskog koncila i autor više latinskih rasprava s područja crkvenoga prava; sačuvano je nekoliko njegovih tekstova o pastoralnoj djelatnosti.